# Bresal Bó-Díbad
Bresal Bó-Díbad, fils de Rudraige, est selon les légendes médiévales et la tradition pseudo-historique irlandaise un Ard ri Erenn.

## Règne
Bresal Bó-Díbad prend le pouvoir après le meurtre de son prédécesseur, Finnat Már, et règne pendant 11 ans, pendant lesquels une épidémie de peste décime le bétail en vieil irlandais: « bó díbad », i.e: extinction des vaches. Seuls survivent un taureau et une génisse. Bresal  est tué par Lugaid Luaigne, le fils de Finnat.

## Chronologie
Le Lebor Gabála Érenn synchronise son règne avec celui  Ptoléemée X Alexandre Ier (110-88 av. J.-C.)  en Égypte Ptolémaïque. La chronologie de Geoffrey Keating Foras Feasa ar Éirinn attribue comme dates à son règne de 151 à 140 av. J.-C. et les Annales des quatre maîtres de 210 à 199 av. J.-C..

## Source
- (en) Cet article est partiellement ou en totalité issu de l’article de Wikipédia en anglais intitulé « Bresal Bó-Díbad » (voir la liste des auteurs), édition du 31 mars 2012.